# Portets
Portets ist eine französische Gemeinde mit 2638 Einwohnern (Stand 1. Januar 2022) im Département Gironde in der Region Nouvelle-Aquitaine.

## Geografie
Die Gemeinde Portets liegt links der Garonne, 22 Kilometer südöstlich von Bordeaux und sieben Kilometer nordwestlich von Podensac. Die örtliche Durchgangsstraße ist die Départementsstraße D1113. Acht Kilometer von Portets entfernt besteht Anschluss an die Autoroute A62.

## Verkehr
Portets liegt an der Bahnstrecke Bordeaux–Sète und wird im Regionalverkehr mit TER-Zügen bedient.

## Bevölkerungsentwicklung
| Jahr      | 1962 | 1968 | 1975 | 1982 | 1990 | 1999 | 2007 | 2017 |
| --------- | ---- | ---- | ---- | ---- | ---- | ---- | ---- | ---- |
| Einwohner | 1685 | 1889 | 1997 | 2030 | 2008 | 2001 | 2195 | 2702 |

## Sehenswürdigkeiten

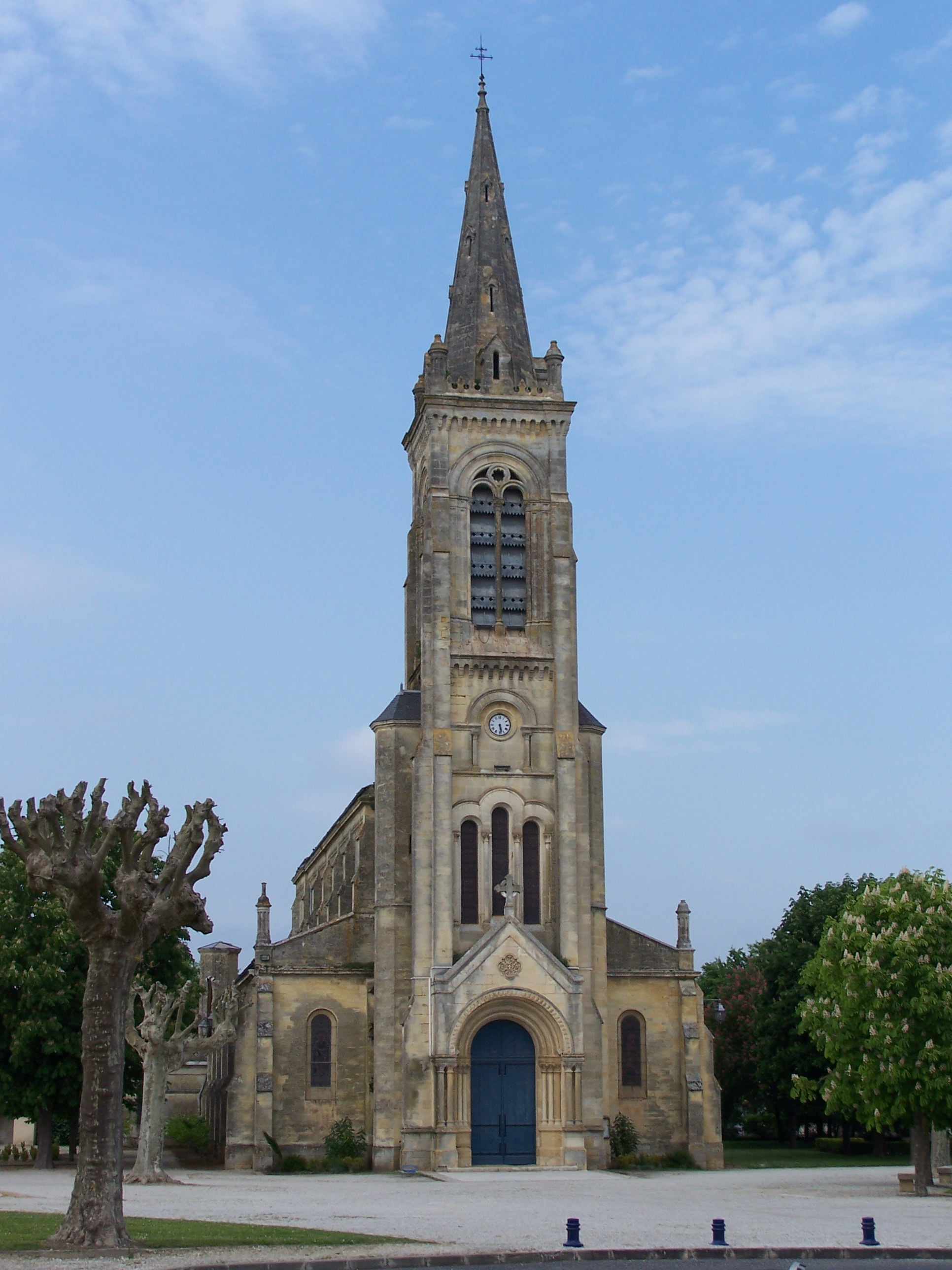
Kirche Saint-Vincent

- Kirche Saint-Vincent aus dem Jahr 1861 mit Skulptur Madonna mit Kind aus dem 15. Jahrhundert (Monument historique)
- Château de Mongenan, ein Schloss aus dem 18. Jahrhundert mit dazugehörendem Garten, seit 2003 als Monument historique geführt
- Château de Portets, ein Schloss aus dem 16. Jahrhundert, heute Sitz eines Weingutes

## Persönlichkeiten
- Claude Antoine de Valdec de Lessart (1741–1792), Superminister unter Ludwig XVI. in den Jahren 1790–1792